# Thiết bị đầu vào
Trong điện toán, thiết bị đầu vào là một thiết bị được sử dụng để cung cấp dữ liệu và tín hiệu điều khiển cho một hệ thống xử lý thông tin như máy tính hoặc các thiết bị thông tin. Ví dụ về các thiết bị đầu vào bao gồm bàn phím, chuột máy tính, máy quét, máy ảnh kỹ thuật số, cần điều khiển (joystick) và micrô.
Thiết bị đầu vào có thể được phân loại dựa trên: những gì tìm được từ PQC 10A1
- phương thức đầu vào (ví dụ: chuyển động cơ học, âm thanh, hình ảnh, v.v.)
- phân biệt đầu vào là rời rạc (ví dụ nhấn phím) hoặc liên tục (ví dụ: vị trí của chuột máy tính, mặc dù được số hóa thành một lượng riêng biệt, đủ nhanh để được coi là liên tục)
- số bậc tự do liên quan (ví dụ chuột truyền thống là hai chiều hoặc bộ điều hướng ba chiều được thiết kế cho các ứng dụng CAD)

## Bàn phím
'Bàn phím' là một thiết bị giao diện người dùng được thể hiện dưới dạng một bảng các phím. Mỗi nút, hoặc phím, có thể được sử dụng để nhập ký tự ngôn ngữ vào máy tính hoặc để gọi một chức năng cụ thể nào đó của máy tính. Chúng hoạt động như giao diện nhập văn bản chính cho hầu hết người dùng. Bàn phím truyền thống sử dụng các nút dựa trên lò xo, mặc dù các biến thể mới hơn sử dụng các phím ảo hoặc thậm chí là bàn phím được chiếu. Nó là máy đánh chữ giống như thiết bị bao gồm một ma trận các công tắc. Ngoài ra còn có một bàn phím khác giống như một thiết bị đầu vào cho nhạc cụ giúp tạo ra âm thanh.

## Chuột máy tính

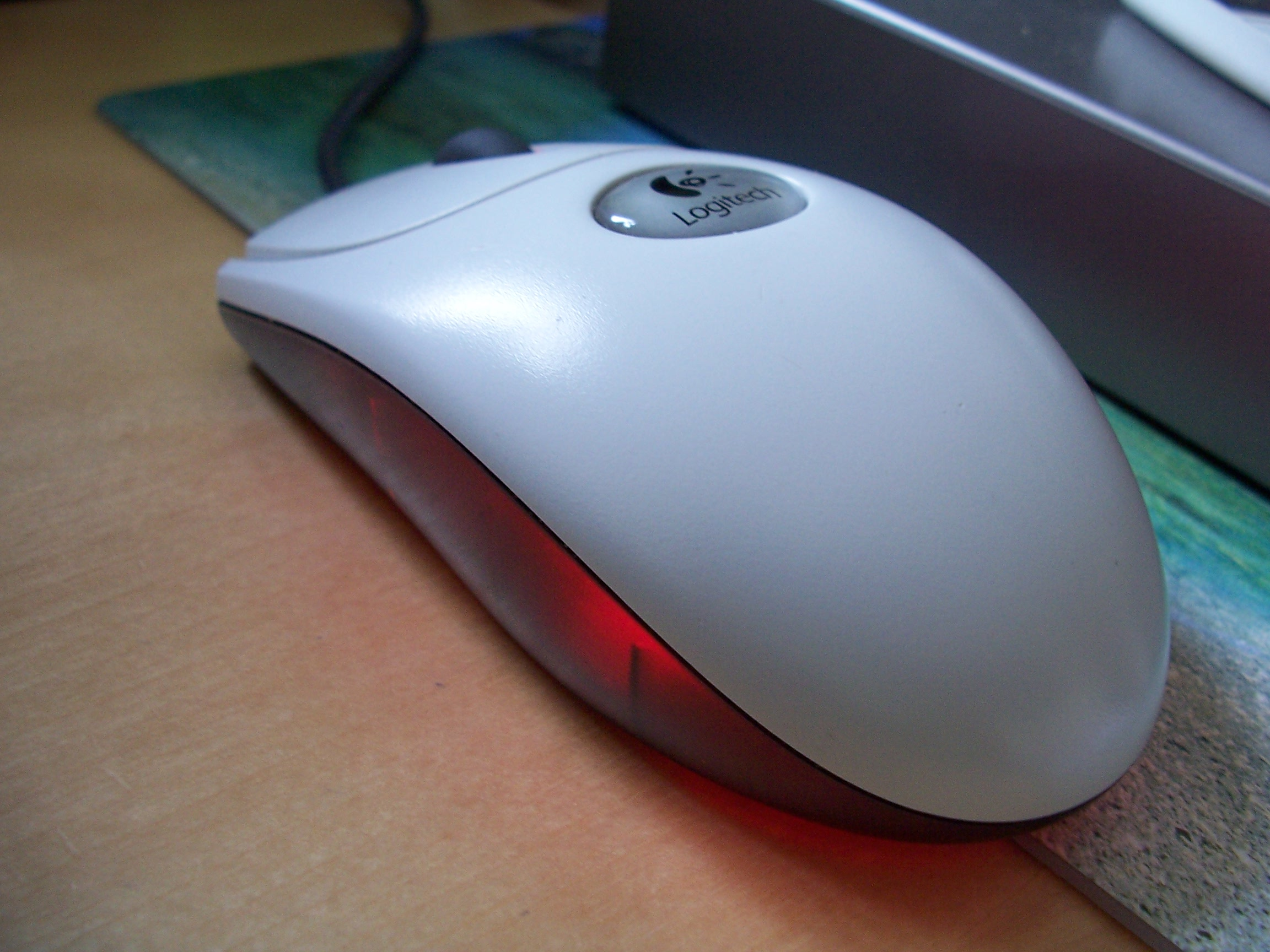
Một con chuột máy tính

Thiết bị trỏ là thiết bị đầu vào được sử dụng phổ biến nhất hiện nay. Thiết bị trỏ là bất kỳ thiết bị giao diện người nào cho phép người dùng nhập dữ liệu không gian vào máy tính. Trong trường hợp chuột và bàn di chuột, điều này thường đạt được bằng cách phát hiện chuyển động trên một bề mặt vật lý. Các thiết bị tương tự, chẳng hạn như chuột 3D, cần điều khiển hoặc bút chỉ vị trí, hoạt động bằng cách báo cáo góc lệch của chúng. Chuyển động của thiết bị trỏ được lặp lại trên màn hình bằng chuyển động của con trỏ, tạo ra một cách đơn giản, trực quan để điều hướng giao diện người dùng đồ họa (GUI) của máy tính.
Thiết bị trỏ, là thiết bị đầu vào được sử dụng để chỉ định vị trí trong không gian, có thể được phân loại thêm theo:
- Phân biệt đầu vào là trực tiếp hay gián tiếp. Với đầu vào trực tiếp, không gian đầu vào trùng với không gian hiển thị, tức là việc trỏ được thực hiện trong không gian nơi phản hồi trực quan hoặc con trỏ xuất hiện. Màn hình cảm ứng và bút ánh sáng liên quan đến đầu vào trực tiếp. Các ví dụ liên quan đến đầu vào gián tiếp bao gồm chuột và bi xoay.
- Cho dù thông tin vị trí là tuyệt đối (ví dụ: trên màn hình cảm ứng) hoặc tương đối (ví dụ: với một con chuột có thể được nâng lên và định vị lại)

Đối với các thiết bị trỏ, đầu vào trực tiếp gần như là tuyệt đối, nhưng đầu vào gián tiếp có thể là tuyệt đối hoặc tương đối. Ví dụ: số hóa máy tính bảng đồ họa không có màn hình nhúng liên quan đến đầu vào gián tiếp và cảm nhận vị trí tuyệt đối và thường được chạy ở chế độ đầu vào tuyệt đối, nhưng chúng cũng có thể được thiết lập để mô phỏng chế độ đầu vào tương đối như của bàn di chuột, trong đó bút stylus hoặc puck có thể được nâng lên và định vị lại. Máy tính bảng LCD nhúng còn được gọi là màn hình máy tính bảng đồ họa là phần mở rộng của số hóa máy tính bảng đồ họa. Nó cho phép người dùng xem các vị trí thời gian thực thông qua màn hình trong khi sử dụng.